# Muhal Richard Abrams
Muhal Richard Abrams, född den 19 september 1930 i Chicago, Illinois, död 29 oktober 2017, var en amerikansk jazzmusiker och kompositör. Han var en centralfigur för unga svarta jazzmusiker i Chicago på 1960-talet. Hans främsta instrument är cello, klarinett och piano.

### Fotnoter
1. 1 2  Howard Mandel, Muhal Richard Abrams, 87, Individualistic Pianist and Composer, Is Dead (på engelska), The New York Times, 1 november 2017, läs online, läst: 4 november 2017.[källa från Wikidata]
2. ↑  Mandel, Howard (1 november 2017). ”Muhal Richard Abrams, 87, Individualistic Pianist and Composer, Is Dead” (på amerikansk engelska). The New York Times. ISSN 0362-4331. https://www.nytimes.com/2017/11/01/obituaries/muhal-richard-abrams-dead-idiosyncratic-pianist-and-composer.html. Läst 19 november 2017.